# سيلفيو رودريغيز
سيلفيو رودريغيز (بالإسبانية: Silvio Rodríguez Domínguez )‏ (و. 1946  م) هو موسيقي، ومغني، وسياسي، وعازف قيثارة، ومغن ومؤلف من كوبا.

## مناصب
تولى منصب عضو في الجمعية الوطنية لكوبا.

## جوائز
حصل على جوائز منها:
- Latin Grammy Award for Best Short Form Music Video [الإنجليزية]‏ (2015).

## روابط خارجية
- سيلفيو رودريغيز على موقع IMDb (الإنجليزية)
- سيلفيو رودريغيز على موقع الموسوعة البريطانية (الإنجليزية)
- سيلفيو رودريغيز على موقع ميوزك برينز (الإنجليزية)
- سيلفيو رودريغيز على موقع أول ميوزيك (الإنجليزية)
- سيلفيو رودريغيز على موقع ديسكوغز (الإنجليزية)
- سيلفيو رودريغيز على موقع قاعدة بيانات الفيلم (الإنجليزية)